# 기수를 남쪽으로 돌려라
"기수를 남쪽으로 돌려라"는 1964년 공개된 대한민국의 영화이다.

## 배역
- 최무룡 : 정낙현 역
- 박노식
- 이대엽 : 화영 역